# 何志平
何志平，GBS，JP（1949年7月24日—），香港首位眼外科教授，前任香港民政事務局局長，曾任全國政協委員。在美國因行賄塞內加爾外長和乍得總統而被美國聯邦調查局起訴，2019年3月25日於美国纽约南区联邦地区法院被判囚三年並罰款40萬美元。2020年6月8日刑滿出獄，因其美國簽證已被註銷，他出獄後，被移送到美國入境設施羈留，并已于2020年6月10日回港檢疫。香港醫務委員會在2021年5月11日召開紀律聆訊，裁定何志平專業失德，判處他在注冊醫生名單上除名一年，並向他發出警告信。

## 簡歷
何志平生於香港，籍貫廣東佛山市順德，為一名眼科醫生。其母親任教於九龍梭椏道導群中學。他早年就讀導群中學（幼稚園部，1954年）、油麻地官立學校
（1961年小六）和拔萃男書院（1961年入學，1966年中五、1968年中七畢業）。因為熱愛音樂，所以在就讀中六時拿獎學金，中七預科畢業即到美國史丹森大學修讀音樂及後轉修化學（時維1968年至1972年）。大學畢業後，他於1972年至1976年間從美國范德堡大學醫學院取得醫學博士學位。1984年回港後，任教香港中文大學，1988年任全港首位眼外科教授。2000年於香港創立 香港特區中央獅子會（页面存档备份，存于）成為創會會長。2002年任民政事務局局長。此外，何志平歷任香港藝術發展局主席、香港管弦樂團監察委員會委員、港區全國政協委員、市政局議員、特區籌備委員會委員、第一屆政府推委會委員，民政事務局局長。

### 出任民政事務局局長
何志平任民政事務局局長期間，推動雙村長制、賭波合法化、舉辦北京奧運馬術比賽及引入多元文化政策，擴闊香港的文化層面及加深文化視野。何氏關心本地掌故及歷史建築，疏理香港的傳統文化，不時於報章雜誌發表文章，更在電台主持「局長講古」和拍攝電視節目，把傳統建築與民間風俗的種種事情，透過大氣電波帶給市民。

#### 車公廟求籤風波
2003年2月3日，時任民政事務局局長的何志平，依照農曆新年求籤慣例，代表香港求地方運勢靈籤，在車公廟求得第八十三籤：「掛帆順水上揚州，半途頗耐浪打頭，實力撐持難寸進，落橈下𢃇水難流」，寓意「凡事不吉」的下籤，提醒香港人萬事小心，之後香港爆發沙士疫潮，加上香港政府施政失誤令民怨沸騰以及反二十三條立法，引發五十萬人七一上街遊行，本身是基督徒的何志平求籤受到許多香港人的非議，認為讓基督徒求籤是瀆神，自此農曆新年求籤，不再由政府官員，改由新界鄉議局主席領求。

### 卸任後
2007年6月30日，何志平卸任民政事務局局長，後主力從事國民外交工作。他也全力推動傳統文化教育，定期舉辦講座及不同類型的活動，希望加深香港年青人對中國及傳統文化的了解。
2014年9月，為表揚何氏在中国大陆推動眼科醫療上的貢獻，中華醫學會全國眼科學術大會授予「特別貢獻獎」。
2016年，為探討抗日戰爭的歷史，邀請到曾參與抗日戰爭的郝柏村及台灣軍退役將領與兩岸學者，共同於香港及美國舉辦研討會。
2016年，何志平加入「公職人員誠信關注組有限公司」擔任名譽主席，他在翌年因為賄賂非洲官員在美國被捕之前曾表示每一個人應有誠信，包括公務員，更指出誠信是中華民族的核心價值觀，公職人員收賄、黑金「出得嚟行，預咗要還」（出來混，遲早要還）。
2018年6月，為表揚何氏在中國內地對治療及預防眼底病的貢獻，中國眼底病學會於青島舉行的周年大會上，向何氏頒予「中國眼底病傑出貢獻獎」。

## 中華能源基金委員會
何氏擔任常務副主席兼秘書長的中華能源基金委員會，是非政府及非牟利機構，主要從事能源戰略研究，開展能源、公共外交及發展能源事業的社會組織型智庫，致力於促進全球能源合作及文化交流。組織國際政、學、商界精英，就能源安全、中華文化、國際關係等議題，進行深入研究和定期交流。該會於香港註冊，是聯合國經濟及社會理事會特別咨商非政府組織。另在美國維珍尼亞州註冊，是根據美國《國內稅收法》豁免繳稅的公共慈善機構。
中華能源基金委員會的秘書長是何志平，副秘書長是路祥安。2017年11月，何志平因涉嫌行賄在美國被拘捕。2018年2月12日，路祥安懷疑感染流感入住瑪麗醫院，兩日內病情急轉直下，2月14日病逝。

### 干犯行賄及洗黑錢罪行
2017年11月18日及17日，美國聯邦調查局人員在紐約先後將何志平與塞內加爾前外相謝赫·加迪奧拘捕，兩人因涉嫌為中國一家主要能源公司，向非洲國家乍得和烏干達的政府高層人員官員行賄以圖獲取當地的石油生意被捕，不獲保釋。在被捕時何志平於中華能源基金委員會工作，該組織接受中國華信能源公司之資助。美國當局落案控告兩人違反《海外反腐败法》和清洗黑錢，一旦罪成，最高可被判囚20年。控方另提出何志平涉及非洲和中東國家卡塔爾與利比亞的軍火交易，以及涉嫌協助伊朗規避制裁的新證據。
何志平在2017年11月被捕後一直被羈押在位於紐約曼哈頓的大都會懲教中心。在拘禁1年期間曾經5次申請保釋，但法庭都以其有很高的潛逃風險而拒絕。
中华人民共和国外交部發言人陆慷回應稱不掌握具體情況，但他強調中國政府一向要求企業在國外需合法經營，並遵守當地法律法規。
2018年11月26日，案件在美國紐約南區聯邦地區法院開審，控罪指何志平代表中國華信能源公司向乍得總統、乌干达外交部和塞內加爾的重要官員行賄，涉及290萬美元，其中他被指將200萬美元放於一禮物盒內給予乍得總統伊德里斯·代比，惟被對方拒收。他被控1項串謀違反《海外反腐敗法》、4項違反《海外反腐敗法》、1項串謀洗錢和2項洗錢罪名，當中3項洗錢的罪名罰則最重，最高刑罰20年監禁、3年監外看管和50萬美元罰款。何否認全部控罪。辯方認為涉事款項是捐款而非賄賂，辯方主要理據為何志平所代表的能源公司沒有在案中獲取到任何利益，辯方亦稱不會把美國對中國廣泛針對的政治事件或美國對案件提訴時機與政治動機有關作為抗辯理據。
至於與何志平一同被捕的塞內加爾前外相謝赫·加迪奧，控方獲法院接納撤銷其控罪，他並轉為污點證人指證何涉嫌行賄，稱該筆款項明顯是賄款。辯方針對其證供指他不可信及為洗脫罪名才與美國政府合作，以及有意競選總統。
由於何志平選擇不作自辯，使審訊時間大為縮短，控辯雙方在審訊的第7日便結案陳詞。12人組成的陪審團一致裁定何志平被控的8項控罪的其中7項罪名成立，唯一罪名不成立的控罪是加迪奧轉為污點證人的賄賂乍得總統案。獲知判決後何志平面無表情，僅以廣東話對媒體稱「結果是預期之內」，被問到對香港人有何話要說，他只說「多謝」。其妻胡慧中為何志平以中文親撰5頁求情信，信中形容何是「飽學之士，心地善良而寬厚，是真心實意的正人君子」。
2019年3月25日，美国纽约南区联邦地区法院法官洛雷塔·普莱斯卡將何志平判囚三年，罰款40萬美元，何志平在庭上一度飲泣。法官在判刑陳辭中提到何出身貧寒，靠才華獲得非凡成就，熱心慈善、協助眼疾患者重見光明，貪腐罪行只佔他70年人生的一小部分，決定從輕發落。
何志平在2020年6月刑滿出獄，隨即回港。後來因其涉嫌行賄的罪行被香港醫務委員會除牌一年，同時因他未有在定罪後28日內向醫委會通報其所涉及的罪行，醫委會向他另發警告信。

## 家庭
何志平經歷兩段婚姻，與前妻有兩子女，1997年娶台灣女星胡慧中為第二任妻子，育有一女何嘉珍（又名何淦璇）。

## 榮譽
- 太平紳士（1999年）
- 金紫荊星章（2007年）
- 特別貢獻獎（页面存档备份，存于） 中華醫學會全國眼科學術大會（2014年）

## 出版
- 《天上人間 - 香港民間信仰文化》
- 《文化政策與香港傳承》
- 《此心安處是吾鄉》
- 《醫言香江》
- 《眼界》

就任中華能源基金會後，曾參與出版多本刊物：
- China Eye
- China Energy Journal
- China Energy Focus
- The Belt and Road Monograph
- 《國學新視野》

## 專欄集
- 《允執厥中》（页面存档备份，存于）
- 何家網誌（页面存档备份，存于）
- 東方日報何志平專欄由2020年7月22日起（页面存档备份，存于）

## 外部連結
- 何志平個人網站（页面存档备份，存于）

| 官衔                                                     | 官衔                                        | 官衔          |
| -------------------------------------------------------- | ------------------------------------------- | ------------- |
| 前任： 孫明揚 （房屋及規劃地政局局長兼任民政事務局局長） | 民政事務局局長 2002年7月18日－2007年6月30日 | 繼任： 曾德成 |